# Frédérique de Schlieben
La comtesse Frédérique Amélie de Schlieben (allemand : Friederike Amalie Gräfin von Schlieben; 28 février 1757 – 17 décembre 1827) est l'épouse de Frédéric-Charles-Louis de Schleswig-Holstein-Sonderbourg-Beck.

## Biographie
Frédérique est née à Königsberg, dans le Royaume de Prusse et est la deuxième et la plus jeune fille du comte Charles-Léopold de Schlieben et de son épouse, la comtesse Marie Eleanore von Lehndorff.
Frédérique épouse Frédéric-Charles-Louis de Schleswig-Holstein-Sonderbourg-Beck, fils du Prince Karl Anton août de Schleswig-Holstein-Sonderbourg-Beck et de son épouse la comtesse Charlotte zu Dohna-Schlodien, le 9 mars 1780 à Königsberg. Ils ont trois enfants:
- Frédérique (13 décembre 1780 – 19 janvier 1862), épouse en 1800 le baron Samuel von Richtofen (1769-1808) ;
- Louise (28 septembre 1783 – 24 novembre 1803), épouse en 1803 le prince Frédéric-Ferdinand d'Anhalt-Köthen ;
- Frédéric-Guillaume (4 janvier 1785 – 27 février 1831), duc de Schleswig-Holstein-Sonderbourg-Glücksbourg.